# Triquíase
A triquíase é uma doença que consiste no desvio do crescimento das pestanas (cílios) para dentro, ou seja, em direção ao globo ocular. A condição pode ser congénita ou adquirida, sendo que a pálpebra normalmente conserva a sua posição normal.
A Academia Americana de Oftalmologia reporta que qualquer pessoa pode desenvolver triquíase, sendo a condição, no entanto, mais comum em adultos.
Um estudo publicado na Scielo em 2015 concluiu que "a alteração palpebral mais presente na população geral brasileira é a triquíase, seguida da ptose palpebral e do ectrópio".

## Sintomas
Os sintomas mais comuns são vermelhidão, sensibilidade à luz e a irritação permanente da conjuntiva bulbar e da córnea, podendo resultar em conjuntivite ou ceratite. Segundo a Academia Americana de Oftalmologia, algumas vezes o atrito dos cílios com a córnea pode levar a uma úlcera da córnea.

## Causas
As principais causas são infecções oculares, inflamações da pálpebra, condições autoimunes e traumas como queimaduras, porém algumas outras condições aumentam o risco de desenvolver a doença: 
- Epibléfaro: doença congênita na qual a pele solta ao redor dos olhos e forma uma dobra, fazendo com que os cílios assumam uma posição vertical. A anomalia é encontrada principalmente em crianças de ascendência asiática;
- Doença ocular causada por herpes zoster;
- Blefarite crônica: condição comum e contínua na qual as pálpebras ficam inchadas, com partículas oleosas e bactérias revestindo a margem da pálpebra perto da base dos cílios;
- Tracoma: infecção ocular grave causada por uma bactéria e bastante comum em países mais pobres;
- Distúrbios raros da pele e membranas mucosas, como a Síndrome de Stevens-Johnson e penfigóide cicatricial.

## Tratamento
Segundo a Academia, o tratamento mais comum é a cirurgia com anestesia local para a remoção dos cílios, folículos ou ambos, ou para o redirecionamento do crescimento dos mesmos.